# Organ (nhạc cụ)
Đàn organ hay còn gọi là keyboard - đàn phím điện tử, tên chính xác là electric keyboard. Đây là loại đàn có cấu tạo bàn phím điện tử với một bảng điều khiển ở trên, hoạt động dựa trên công nghệ DSP và sử dụng nguồn điện hoặc pin để hoạt động.

Đàn organ có thể mô phỏng âm thanh của nhiều loại nhạc cụ, nhiều model đàn organ có âm thanh thực, gần giống với đàn piano nhất. Đàn organ chuyên phục vụ cho các đối tượng yêu thích âm nhạc và đam mê nhạc cụ, từ những người mới chơi cho đến dân chơi đàn chuyên nghiệp, đáp ứng nhu cầu học tập, giải trí hay biểu diễn.

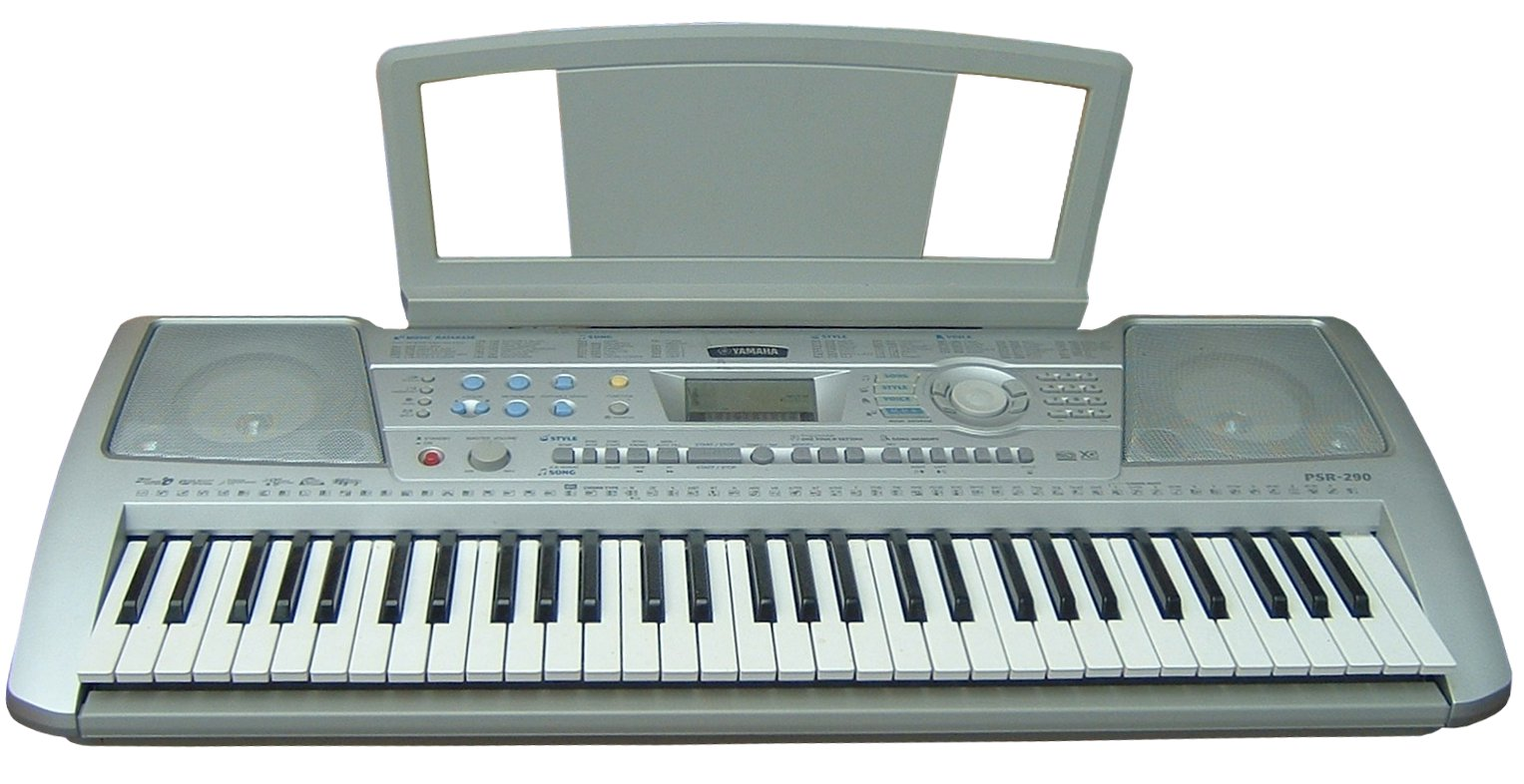
Mẫu PSR-290 của Yamaha(một đàn organ 61 phím)